# 바로사 밸리

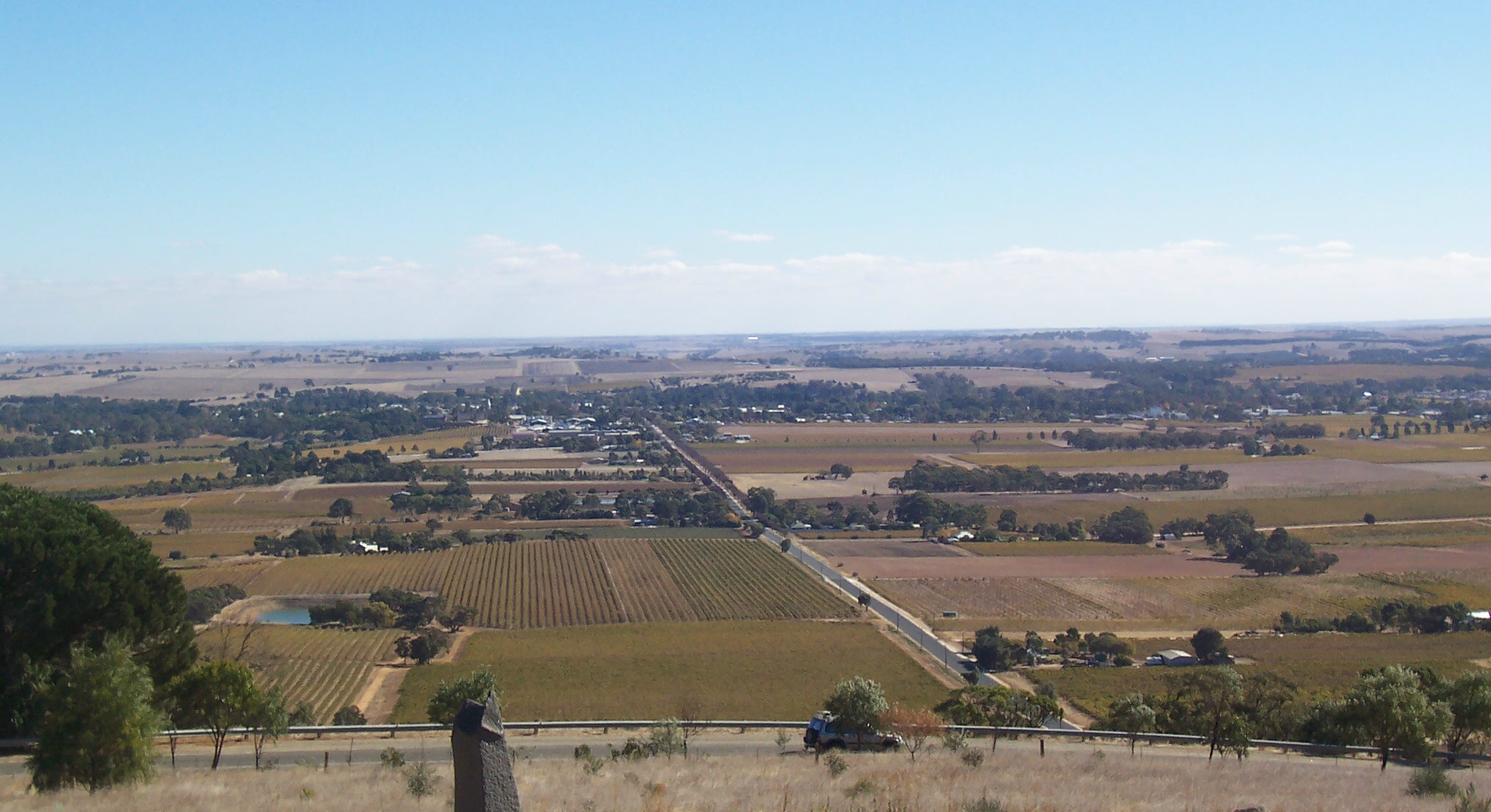
가을

바로사 밸리(Barossa valley)는 호주에서 가장 유명한 포도주 생산지이다. 이곳 포도주 양조장에서는 포도주 주조 과정뿐만 아니라 직접 포도주도 시음하고 구입도 할 수 있다.
바로사 밸리 웨이는 이 밸리의 주 도로이다.

## 역사
"바로사 밸리"라는 이름은 1837년 윌리엄 라이트가 명명한 것으로 바로사 레인지(Barossa Range)에서 기원한다.